# Robert Ridig
Robert Ridig es un deportista húngaro que compitió en piragüismo en la modalidad de aguas tranquilas. Ganó una medalla de plata en el Campeonato Mundial de Piragüismo de 1987, en la prueba de C2 10 000 m.

## Palmarés internacional
| Campeonato Mundial | Campeonato Mundial | Campeonato Mundial | Campeonato Mundial |
| Año                | Lugar              | Medalla            | Evento             |
| ------------------ | ------------------ | ------------------ | ------------------ |
| 1987               | Duisburgo (RFA)    | Medalla de plata   | C2 10 000 m        |